# Roztwór Tyrode’a
Roztwór Tyrode’a, płyn Tyrode’a – rodzaj roztworu fizjologicznego stosowany m.in. do przemywania jamy otrzewnej.
Wykorzystywany jest również do symulowania środowiska chemicznego płynów ustrojowych człowieka w laboratoryjnych badaniach korozyjnych materiałów na implanty.

## Skład
1000 ml roztworu Tyrode’a zawiera:
- 8 g NaCl
- 0,2 g CaCl
2
- 0,2 g KCl
- 1 g NaHCO
3
- 0,1 g D-glukozy
- 0,1 g MgCl
2
- 0,05 g NaH
2PO
4